# توکایوو
توکایوو (به لاتین: Tukayevo) یک منطقهٔ مسکونی در روسیه است که در باشقیرستان واقع شده‌است.